# Adicella phoebe
Adicella phoebe är en nattsländeart som beskrevs av Schmid 1994. Adicella phoebe ingår i släktet Adicella och familjen långhornssländor. Inga underarter finns listade i Catalogue of Life.